# Olle Norberg
Olle Norberg, född 1963, är en svensk rymdfysiker och tidigare generaldirektör för Rymdstyrelsen.
Olle Norberg arbetade som satellitkontrollingenjör i Rymdbolaget med placering vid Esrange Space Center 1988–1989. Under åren 1989–2001 var han doktorand, projektledare och forskare vid Institutet för rymdfysik i Kiruna. Han disputerade 1998 och avlade teknologie doktorsexamen vid Umeå universitet. Därefter var han under 2001 till 2009 åter verksam vid Rymdbolaget, först som platschef för Esrange Space Center och från 2009 som senior vice president för marketing and relations.
Regeringen anställde 29 april 2009 Norberg som generaldirektör och chef för Rymdstyrelsen från och med den 1 juni 2009 till och med den 31 maj 2015. Regeringen förlängde 26 mars 2015 Norbergs anställning till och med den 31 maj 2018.
I augusti 2018 tillträdde Olle Norberg som vicerektor för rymd på Luleå tekniska universitet.
Den 1 september 2021 tillträdde Olle Norberg som föreståndare/generadirektör för Institutet för rymdfysik (IRF).